# NGC 7704
NGC 7704 ist eine Elliptische Galaxie vom Hubble-Typ E/S0 im Sternbild Fische auf der Ekliptik. Sie ist schätzungsweise 262 Millionen Lichtjahre von der Milchstraße entfernt und hat einen Durchmesser von etwa 85.000 Lichtjahren. 

Im selben Himmelsareal befinden sich u. a. die Galaxien NGC 7696, NGC 7705, NGC 7706, IC 1500.
Die Supernova SN 1977G wurde hier beobachtet.
Das Objekt wurde am 13. Oktober 1827 von John Herschel entdeckt.